# Divine Insanity
Divine Insanity to debiutancki album grupy Lovex wydany w 2006 r.

## Utwory na płycie
1. "Bullet for the Pain" - 3.31
2. "Guardian Angel" - 3.54
3. "Oh How the Mighty Fall" - 3.26
4. "Remorse" - 4.36
5. "Bleeding" - 3.46
6. "Wounds" - 3.54
7. "Die a Little More" - 3.25
8. "On the Sidelines" - 4.10
9. "Halfway" - 4.03
10. "Divine Insanity" - 3.59
11. "Sleeptight" - 1.49

### Bonusy
1. "Shout" - 3.58
2. "Heart of Stone (demo 2004)" - 4.56
3. "Guardian Angel (demo 2004)" - 3.57
4. "Yours" - 5.07
5. "Runaway (live)" (cover Bon Jovi) - 4.05
6. "Die a Little More (live)" - 3.28
7. "Bullet for the Pain (live)" - 3.42
8. "Bullet for the Pain (video)"
9. "Guardian Angel (video)"

### Bonusy na wersji międzynarodowej
1. "Anyone, Anymore" - 3.00
2. "Shout" - 3.58
3. "Yours" - 5.07

Ta wersja nie zawiera utworu On the sidelines oraz Sleeptight.